# Hyllisia pseudolineata
Hyllisia pseudolineata là một loài bọ cánh cứng trong họ Cerambycidae.